# Paolo Pietrangeli
Paolo Pietrangeli (* 29. April 1945 in Rom; † 22. November 2021 ebenda) war ein italienischer Filmregisseur und Cantautore.

## Leben
Pietrangeli, Sohn des Filmemachers Antonio, arbeitete ab 1966 mit dem „Istituto E. De Martino“ und der PCI zusammen; u. a. entstanden eine Reihe politischer und erfolgreicher Lieder (die bekanntesten wohl Valle Giulia und vor allem Contessa). Beim Fernsehen war er für zahlreiche kulturelle Beiträge zuständig, war Regisseur der Maurizio Costanzo Show ab 1982 und später, 1985, für dessen Sitcom Orazio, wirkte aber auch als Theaterregisseur. So legte er 1997 mit Daniele Luttazzi das Stück Tabloid vor. Als Darsteller wiederum war er die Kunstfigur „Bobo“ in der Sendung Drive 1984.
Für das Kino war Pietrangeli (neben kleinen Rollen in zwei Filmen seines Vaters) ab 1968 als Regieassistent tätig. Ab 1972 betätigte er sich als Dokumentarfilmer, u. a. mit dem politischen Bianco e nero. 1977 folgte das Spielfilmdebüt Porci con le ali, dessen Drehbuch er selbst nach dem Bestseller von Lidia Rivera und Marco Lombardo Radice verfasste. Dem Porträt junger pseudomilitanter Linker in der Krise folgte nur noch eine Arbeit für die Leinwand. 1979 entstand der autobiografisch angehauchte I giorni cantati.
Nach einem Debütalbum 1969 und vier Platten zwischen 1973 und 1979 erschienen ab 1989 in unterschiedlichen Zeitabständen weitere zehn Veröffentlichungen seines Liedschaffens.
Pietrangeli beteiligte sich ab 1996 mehrfach als Kandidat für verschiedene politische Funktionen. Er gehörte ab 2009 der Sinistra Ecologia Libertà an.

## Filmografie (Auswahl)
- 1977: Porci con le ali
- 1979: I giorni cantati

## Veröffentlichungen (Auswahl)
- 1974: Karlmarxstrasse (Dischi del Sole DS 1033 35)
- 2001: C'è poco da ridere (Suoni di Liberazione CD 002)